# Caligus longicaudatus
Caligus longicaudatus is een eenoogkreeftjessoort uit de familie van de Caligidae. De wetenschappelijke naam van de soort is voor het eerst geldig gepubliceerd in 1899 door Brady.